# Agrotis sincera
Agrotis sincera är en fjärilsart som beskrevs av Freyer 1858. Agrotis sincera ingår i släktet Agrotis och familjen nattflyn. Inga underarter finns listade i Catalogue of Life.